# Cousins (película)
Cousins (conocida en países hispanohablantes como Un toque de infidelidad) es una película de comedia romántica estadounidense de 1989 dirigida por Joel Schumacher y protagonizada por Ted Danson, Isabella Rossellini , Sean Young , William Petersen , Keith Coogan , Lloyd Bridges y Norma Aleandro. La película es una nueva versión estadounidense de la comedia francesa Primo, prima de 1975, dirigida por Jean-Charles Tacchella. Está ambientada en Seattle , Washington , pero filmada en Vancouver , Columbia Británica , Canadá.

## Sinopsis
Dos primos políticos, comienzan una especial amistad, tras enterarse de que sus respectivas parejas viven un romance a ocultas.

## Reparto
- Ted Danson como Larry Kozinski
- Isabella Rossellini como Maria Hardy
- Sean Young como Tish Kozinski
- William Petersen como Tom Hardy
- Lloyd Bridges como Vincent Kozinski
- Norma Aleandro como Edie Hardy Kozinski
- Keith Coogan como Mitch Kozinski
- Gina DeAngeles como la tía Sofia
- George Coe como Phil Kozinski
- Katharine Isabelle como Chloe Hardy (como Katie Murray)

## Recepción

### Crítica
La película ha recibido críticas mixtas. El agregador de reseñas Rotten Tomatoes informa que el 56% de los 9 críticos de cine le han dado una reseña positiva a la película, con una calificación promedio de 6 sobre 10. Las audiencias encuestadas por CinemaScore le dieron a la película una calificación de "A−" en una escala de A+ a F.  La película recibió dos pulgares hacia arriba de Siskel & Ebert , quienes fueron los únicos críticos importantes que respondieron con entusiasmo a la película en su estreno en cines.

### Taquilla
La película recaudó un total de US$22 millones, con un fin de semana de estreno de $3,5 millones.